# Лондонська гарантія (фільм, 1913)
Лондонська гарантія (англ. London Assurance) — американська короткометражна кінокомедія режисера Лоуренса Б. МакГілла 1913 року.

## Сюжет
Молода Грейс Гарквей, за наказом свого дядька одружується на сері Харкорті. Вона зустрічає і закохується в сина цього джентльмена, Чарльза, який видає себе студентом. 

## У ролях
- Еджен Де Леспін — леді Гей Спанкер
- Едвард П. Салліван — сер Роджер де Коверлі
- Ірвінг Каммінгс — Даззлі
- Етель Філліпс — Грейс Гарквей
- Генрі Волтон — сер Харкорт
- Стенлі Валпоул — Чарльз